# Fluorescent Adolescent
"Fluorescent Adolescent" là một bài hát của ban nhạc indie rock người Anh Arctic Monkeys, phát hành như đĩa đơn thứ hai từ album phòng thu thứ hai của họ, Favourite Worst Nightmare. Nó được phát hành vào ngày 4 tháng 7 năm 2007 tại Nhật Bản và ngày 9 tháng 7 năm 2007 tại Vương quốc Anh.

## Danh sách bài hát
| CD, 10" | CD, 10"                  | CD, 10"                      | CD, 10"                    | CD, 10"    |
| STT     | Nhan đề                  | Phổ lời                      | Phổ nhạc                   | Thời lượng |
| ------- | ------------------------ | ---------------------------- | -------------------------- | ---------- |
| 1.      | "Fluorescent Adolescent" | Alex Turner, Johanna Bennett | Arctic Monkeys             | 3:03       |
| 2.      | "The Bakery"             | Alex Turner                  | Arctic Monkeys, Miles Kane | 2:56       |
| 3.      | "Plastic Tramp"          | Alex Turner                  | Arctic Monkeys, Miles Kane | 2:53       |
| 4.      | "Too Much to Ask"        | Alex Turner                  | Arctic Monkeys             | 3:05       |

| 7"  | 7"                       | 7"                           | 7"                         | 7"         |
| STT | Nhan đề                  | Phổ lời                      | Phổ nhạc                   | Thời lượng |
| --- | ------------------------ | ---------------------------- | -------------------------- | ---------- |
| 1.  | "Fluorescent Adolescent" | Alex Turner, Johanna Bennett | Arctic Monkeys             | 3:03       |
| 2.  | "The Bakery"             | Alex Turner                  | Arctic Monkeys, Miles Kane | 2:56       |

## Bảng xếp hạng
| Bảng xếp hạng (2007) | Vị trí cao nhất |
| -------------------- | --------------- |
| Danish Singles Chart | 9               |
| French Singles Chart | 88              |
| Irish Singles Chart  | 12              |
| Poland (LP3)         | 4               |
| UK Indie Chart       | 1               |
| UK Singles Chart     | 5               |

Chỉ với tải kỹ thuật số, "Fluorescent Adolescent" được xếp ở vị trí thứ 55 trên UK Singles Chart trong một tuần bắt đầu từ ngày 25 tháng 6 năm 2007. Bài hát xếp ở vị trí thứ năm sau khi phát hành đĩa đơn CD bắt đầu từ ngày 16 tháng 7 năm 2007. Các bài hát mặt B của "Fluorescent Adolescent" —"Plastic Tramp", "The Bakery" và "Too Much to Ask"- cũng lần lượt xuất hiện trên UK Singles Chart tại các vị trí # 153, # 161 và # 178.